# Karacasu
Karacasu (türkisch für Dunkelwasser) ist eine Stadt und ein gleichnamiger Landkreis im Südosten der türkischen Provinz Aydın und gleichzeitig ein Stadtbezirk der 2012 geschaffenen Büyükşehir belediyesi Aydın (Großstadtgemeinde/Metropolprovinz). Die Stadt liegt im Tal des Vandalas Deresi, zwischen den Bergketten Akdağ im Osten und Karıncalı Dağ im Westen. Der Landkreis grenzt im Westen an Bozdoğan, im Süden und Osten an die Provinz Denizli und im Norden an Nazilli und Kuyucak.
Laut dem Stadtlogo erhielt der Ort schon 1867 den Status einer Gemeinde (Belediye).
Seit einer Gebietsreform 2014 ist der Landkreis flächen- und einwohnermäßig identisch mit der Kreisstadt, alle ehemaligen Dörfer und Gemeinden des Kreises wurden Mahalle (Stadtviertel) der Stadt.

## Sehenswertes
Etwa zehn Kilometer südöstlich von Karacasu liegen beim Ort Geyre die sehenswerten Ruinen der antiken karischen Stadt Aphrodisias.